# Hemignathus
Hemignathus Lichtenstein, 1839 è un genere di uccelli passeriformi fringillidi della tribù dei Drepanidini, endemici delle Hawaii.

## Etimologia
Il nome scientifico del genere, Hemignathus, deriva dall'unione del prefissoide greco ἡμι- (hēmi-, "piccolo") con la parola anch'essa greca γναθος (gnathos, "mandibola"), col significato di "mandibola piccola", in riferimento alla particolare conformazione del becco.

## Descrizione
Si tratta di uccelletti di piccole dimensioni (sotto i 15 cm), dall'aspetto massiccio e paffuto, dal piumaggio con dimorfismo sessuale, con dorso, ali e coda verde oliva in ambedue i sessi e testa, petto e ventre gialli nei maschi e grigio-giallastro nelle femmine: sono inoltre presenti aree bianche su varie parti del corpo (sottocoda, base dell'ala) a seconda della specie. Caratteristica di questi uccelli (che frutta loro il nome scientifico) è la conformazione del becco, la cui parte superiore è allungata, sottile e ricurva, mentre quella inferiore è dritta e lunga circa la metà rispetto a quella superiore.

## Distribuzione e habitat
Il genere è endemico delle Hawaii, con ciascuna specie che occupa una propria isola (Maui, Oahu, Kauai, Big Island, dove vivevano due specie): questi uccelli sono abitatori delle foreste montane con presenza di grossi alberi in cui cercare il cibo.

## Biologia
Tutte le specie ascritte al genere sono diurne e vivono in coppie o in piccoli gruppi familiari: questi uccelli sono perlopiù insettivori, nutrendosi di piccoli invertebrati che scovano ed estraggono nella vegetazione utilizzando il caratteristico becco come una sonda. Si tratta di uccelli monogami in cui i due partner collaborano nella costruzione del nido a coppa e nelle cure parentali ai pulli, mentre la cova delle due uova generalmente deposte è a carico della sola femmina.

## Tassonomia
Tradizionalmente, il genere è stato considerato una sorta di "taxon contenitore" al quale ascrivere gran parte dei drepanidini insettivori dal becco ricurvo: col tempo, ne sono stati scorporati i generi Viridonia, Chlorodrepanis, Magumma e Akialoa (con quest'ultimo che secondo alcuni sarebbe da continuare ad ascrivere ad Hemignathus), mentre le tre sottospecie di Hemignathus lucidus (H. l. lucidus, H. l. affinis e H. l. hanapepe) sono state elevate al rango di specie a sé stanti, pertanto attualmente la maggior parte degli autori concorda nel considerare corretta l'ascrizione al genere Hemignathus delle seguenti specie:
- Hemignathus lucidus Lichtenstein, 1839 - nukupuu di Oahu †
- Hemignathus hanapepe Wilson, 1889 - nukupuu di Kauai
- Hemignathus affinis Rothschild, 1893 - nukupuu di Maui
- Hemignathus wilsoni (Rothschild, 1893) - akiapolaau

A queste, si somma un'altra specie, estintasi nel Quaternario:
- Hemignathus vorpalis James & Olson, 2003 - nukupuu gigante †

Nell'ambito della tribù Drepanidini, il genere Hemignathus si dimostra molto vicino ad Akialoa, oltre che al clade Psittirostra-Dysmorodrepanis-Pseudonestor.